# Rosita (Nicarágua)
Rosita é um município da Nicarágua, situado na Região Autônoma da Costa Caribe Norte. Tem 2,205 km² de área e sua população em 2020 foi estimada em 36.309 habitantes.